# Sisoma (Sosa)
Sisoma is een bestuurslaag in het regentschap Padang Lawas van de provincie Noord-Sumatra, Indonesië. Sisoma telt 179 inwoners (volkstelling 2010).